# Pocałuj mnie, głuptasie
Pocałuj mnie, głuptasie (ang. Kiss Me, Stupid) – amerykańska komedia romantyczna z 1964 roku w reżyserii Billy’ego Wildera.

## Obsada
- Ray Walston jako Orville J. Spooner
- Felicia Farr jako Zelda Spooner
- Cliff Osmond jako Barney Millsap
- Dean Martin jako Dino Martini
- Kim Novak jako Polly „Lufa"
- Barbara Pepper jako Duża Berta

## Opis
Orville Spooner i Barney Millsap są amatorskimi kompozytorami z małego miasteczka Climax. Barney pracuje jako mechanik samochodowy, Orville udziela lekcji gry na pianinie. Oboje marzą o karierze, zwłaszcza Barney. Orville'a bardziej od muzyki interesuje jego piękna żona, Zelda, o którą jest nieustannie zazdrosny. I wtedy muzycy dostają swoją szansę - w stacji benzynowej Barneya zatrzymuje się popularny piosenkarz, Dino Martini. Chociaż nie jest zainteresowany muzykami-amatorami, to Barney knuje intrygę i celowo psuje samochód Dina, tak, że ten musi się zatrzymać na noc u Spoonera. Ku zgrozie Orville'a, Dino okazuje się być nimfomanem i chce spędzić noc z Zeldą, której akurat nie ma w domu. Barney wymyśla plan, by Orville pokłócił się ze swoją żoną, by ta na jedną noc nie była w domu, a on sprowadzi z podmiejskiego baru „Pępek” kelnerkę, która będzie udawać żonę Orville'a dla Dina. Plan, nie bez przeszkód, dochodzi do skutku. Zelda wyjeżdża do domu rodziców, a kelnerka-prostytutka, Paulie „Lufa”, udaje żonę Orville'a. Udało się również sprzedać kilka piosenek, m.in. „Sweet Sofia be Mine”. Nie interesuje się jednak Dinem, o którym sądzi, że nie jest gentelmanem, lecz samym Orvillem, w którym odkrywa duży talent muzyczny. Tymczasem Zelda wraca i wraz z Barneyem obserwują akcję, która odbywa się w jej domu - Orville tańczy z Polly, a Dino siedzi zażenowany. Widząc to Zelda ucieka do baru „Pępek”, gdzie się upija. Przełożona baru, Duża Berta, przenosi Zeldę do przyczepy, w której mieszka Polly. Dino, który został wywalony z domu przez Orville'a, jedzie do „Pępka” i pyta o dobrą kobietę na noc. Barman podpowiada mu, by poszedł do przyczepy Polly „Lufy”. Gdy Zelda widzi Dina zaczyna rozumieć co się wydarzyło w jej domu. Tej samej nocy Orville zdradza swoją żonę z Polly, która udaje już dla niego Zeldę, a Zelda zdradza Orville'a z Dinem, dla którego udaje Polly. Nad ranem Polly wraca do Zeldy i wszystko sobie tłumaczą. Polly dostaje pieniądze na samochód, na które pracuje od lat w „Pępku”. Zelda wnosi z kolei pozew o rozwód. Przed gmachem sądu Orville, Zelda i Barney patrzą w telewizji na Dina, który śpiewa na ekranie utwór „Sweet Sofia be mine”. Marzenia Barneya i Orville'a zostają spełnione - oboje zyskają na piosence koło miliona i rozdają autografy. Zelda przebacza natomiast mężowi słowami „Pocałuj mnie, głuptasie”.